# Epidendrum morrisii
Epidendrum morrisii är en orkidéart som beskrevs av Eric Hágsater och L.Cerv. Epidendrum morrisii ingår i släktet Epidendrum och familjen orkidéer.
Artens utbredningsområde är Jamaica. Inga underarter finns listade i Catalogue of Life.